# ارتباط حسي حركي
الارتباط الحسي الحركي هو ارتباط الجهاز الحسي مع الجهاز الحركي أو تكاملهما. لا يُعد التكامل الحسي الحركي عملية ثابتة. لا يوجد كذلك أمر حركي واحد خاص بمنبه ما. «تتعرض الاستجابات العصبية في كل مرحلة تقريبًا من المسار الحركي الحسي إلى التعديل من خلال العمليات المشبكية والفيزيائية الحيوية، والاتصالات الدورية والارتجاعية والتعلم، بالإضافة إلى العديد من المتغيرات الخارجية والداخلية الأخرى».

## اضطرابات

### باركنسون
غالبًا ما يعاني المرضى المصابون بمرض باركنسون من أعراض بطء الحركة والتقصير عن الهدف. يعتمد هؤلاء المرضى على الإشارات الخارجية إلى حد كبير عوضًا عن استقبال الحس العميق وحاسة إدراك الحركة مقارنةً مع الأشخاص الأصحاء. في الحقيقة، أظهرت الدراسات باستخدام الاهتزازات الخارجية لخلق أخطاء في استقبال الحس العميق في الحركة أفضلية مرضى باركنسون مقارنةً مع الأشخاص الأصحاء. ظهرت أيضًا استهانة المرضى بمدى حركة أطرافهم عند تحريكها من قبل الباحثين. بالإضافة إلى ذلك، أثبتت الدراسات حول الجهود ذات التحفيز الحسي الحركي عدم ارتباط المشاكل الحركية بتوليد المعلومات، بل بعدم القدرة على معالجة المعلومات الحسية بشكل صحيح.

### هنتنغتون
غالبًا ما يواجه المرضى المصابون بداء هنتنغتون صعوبات في التحكم الحركي. في كل من المرضى ونماذج الكينولين، تبين وجود شذوذات في المدخلات الحسية لدى الأشخاص المصابين بداء هنتنغتون. بالإضافة إلى ذلك، عانى المرضى من انخفاض في تثبيط المنعكس الإجفالي. يشير هذا الانخفاض إلى وجود مشكلة في التكامل الحسي الحركي الصحيح. «تفسر المشكلات العديدة في تكامل المعلومات الحسية السبب الكامن خلف عدم قدرة مرضى «إتش دي» على التحكم في الحركات الإرادية بدقة».

### خلل التوتر
خلل التوتر هو اضطراب حركي آخر من اضطرابات شذوذات التكامل الحسي الحركي. تشير أدلة عديدة إلى ارتباط خلل التوتر البؤري بالربط غير الملائم للمعلومات الحسية الواردة أو معالجتها الخاطئة في مناطق الدماغ الحركية. على سبيل المثال، يمكن تخفيف خلل التوتر جزئيًا عن طريق استخدام الحيل الحسية. تعمل الحيل الحسية عبر تطبيق منبه ما على المنطقة المجاورة لموقع الإصابة بخلل التوتر ما يوفر الراحة. أظهرت دراسات التصوير المقطعي بالإصدار البوزيتروني انخفاض النشاط في كل من المنطقة الحركية المساعدة والقشرة الحركية الأولية عند تطبيق الحيلة الحسية. من الضروري إجراء المزيد من الأبحاث حول الخلل الوظيفي للتكامل الحسي الحركي فيما يتعلق بصلته بخلل التوتر غير البؤري.

### متلازمة تململ الساقين
متلازمة تململ الساقين (آر إل إس) هي اضطراب حسي حركي. يعاني المرضى المصابون بمتلازمة «آر إل إس» من الشعور بعدم الراحة في الساقين والرغبة بتحريكهما. يزداد تكرار هذه الأعراض أثناء الراحة. أظهرت الأبحاث ازدياد الاستثارية في القشرة الحركية لدى مرضى «آر إل إس» بالمقارنة مع الأشخاص الأصحاء. بقيت الجهود ذات التحفيز الحسي الحركي الناتجة عن تنبيه كل من العصبين الخلفي والأوسط طبيعية. تثبت هذه الجهود الطبيعية ارتباط متلازمة تململ الساقين بالتكامل الحسي الحركي غير الطبيعي. في عام 2010، قدّم فنسينزو ريزو وآخرون دليلًا على انخفاض التثبيط الوارد قصير الكمون (إس إيه آي)، وهو تثبيط القشرة الحركية عن طريق الإشارات الحسية الواردة، دون الحد الطبيعي لدى مرضى «آر إل إس». يشير انخفاض «إس إيه آي» إلى وجود تكامل حسي حركي غير طبيعي لدى مرضى متلازمة تململ الساقين.